# Nogatco Rd.
Nogatco Rd. (acronimo inverso di Dr. Octagon) è il settimo album solista del rapper statunitense Kool Keith e il primo sotto il nuovo pseudonimo di Dr. Nogatco, pubblicato il 25 aprile del 2006 e distribuito da Insomnia.
| Recensione | Giudizio |
| ---------- | -------- |
| AllMusic   | [ 1 ]    |
| RapReviews | [ 2 ]    |

## Tracce
1. No Head At All – 1:00 (musica: Iz-Real, DiViNCi (co-prod.))
2. Bionic Fuse – 3:02 (musica: D. Watcher)
3. Night Flyer (Force Field) – 3:43 (musica: Mr. Hill)
4. Dark Space – 4:31 (musica: Broken Klutch)
5. Hello Space Man (Interlude) – 0:22 (musica: Iz-Real)
6. Celestial – 4:22 (musica: Jahson, DiViNCi (co-prod.))
7. Alpha Omega (The Beginning) – 3:30 (musica: Mr. Hill)
8. Big Adventure – 3:16 (musica: Carl Kavorkian)
9. Black 37 – 3:45 (musica: Carl Kavorkian)
10. Capture (Back To Me) – 3:49 (musica: D. Watcher)
11. Different – 5:03 (musica: Broken Klutch, EDK, DiViNCi (co-prod.))
12. Live Dissection (featuring Xaul Zan & Sole) – 9:34 (musica: DiViNCi)
13. Nogatco Rd. (Video) – 11:52 (musica: Iz-Real)

Durata totale: 57:49